# Debeli Lug
Debeli Lug (srbsky Дебели Луг) je vesnice ve východní části Srbska, administrativně spadající pod opštinu Majdanpek. Vesnice se nachází jižně od samotného města, v údolí řeky Veliki Pek při ústí potoka Debela Reka. Okolí vesnice je zalesněno. Zástavba je soustředěna do jižní části širšího údolí řeky; v severní se potom nachází továrna na měděné trubky. V roce 2022 zde žilo 326 osob.
Z národnostního hlediska je obyvatelstvo přibližně ze dvou třetin srbské národnosti a zastoupena je i národnost vlašská (okolo 20 %). Počet obyvatel odlehlé vsi nicméně setrvale klesá. Ještě v polovině minulého století zde žilo přes 640 lidí.
Vesnicí prochází také železniční trať, na které se zde nachází železniční stanice.